# 玛丽亚·维日博夫斯卡
玛丽亚·维日博夫斯卡（波蘭語：Maria Wierzbowska，1995年2月13日—），波兰女子赛艇运动员。她曾代表波兰参加世界赛艇锦标赛，获得一枚银牌。她也曾参加2016年和2020年夏季奥林匹克运动会。